# Liste der Bodendenkmäler in Au in der Hallertau
Auf dieser Seite sind die Bodendenkmäler in dem oberbayerischen Markt Au in der Hallertau zusammengestellt. Diese Tabelle ist eine Teilliste der Liste der Bodendenkmäler in Bayern. Grundlage ist die Bayerische Denkmalliste, die auf Basis des Bayerischen Denkmalschutzgesetzes vom 1. Oktober 1973 erstmals erstellt wurde und seither durch das Bayerische Landesamt für Denkmalpflege geführt wird. Die folgenden Angaben ersetzen nicht die rechtsverbindliche Auskunft der Denkmalschutzbehörde.

## Bodendenkmäler in Au in der Hallertau

### Bodendenkmäler im Ortsteil Au i.d.Hallertau
| Lage                        | Objekt | Akten-Nr.     | Bild |
| --------------------------- | --- | ------------- | ---- |
| Au i.d.Hallertau (Standort) | Ringwall des frühen Mittelalters (Schlossberg). | D-1-7436-0015 |      |
| Au i.d.Hallertau (Standort) | Untertägige mittelalterliche und frühneuzeitliche Befunde im Bereich von Schloss Au i.d. Hallertau und seiner Vorgängerbauten mit zugehörigem Wirtschaftshof und barocker Gartenanlage. | D-1-7436-0122 |      |
| Au i.d.Hallertau (Standort) | Grabhügel vorgeschichtlicher Zeitstellung. | D-1-7436-0124 |      |
| Au i.d.Hallertau (Standort) | Untertägige spätmittelalterliche und frühneuzeitliche Befunde im Bereich der Katholischen Pfarrkirche St. Veit in Au i.d.Hallertau und ihrer Vorgängerbauten.                           | D-1-7536-0140 |      |

### Bodendenkmäler im Ortsteil Günzenhausen
| Lage                    | Objekt | Akten-Nr.     | Bild |
| ----------------------- | --- | ------------- | ---- |
| Günzenhausen (Standort) | Verebneter Turmhügel des hohen oder späten Mittelalters.                                                                                                  | D-1-7436-0032 |      |
| Günzenhausen (Standort) | Untertägige spätmittelalterliche und frühneuzeitliche Befunde im Bereich der Katholischen Filialkirche St. Margareth in Halsberg und ihres Vorgängerbaus. | D-1-7436-0092 |      |

### Bodendenkmäler im Ortsteil Haslach
| Lage               | Objekt | Akten-Nr.     | Bild |
| ------------------ | --- | ------------- | ---- |
| Haslach (Standort) | Siedlung vor- und frühgeschichtlicher Zeitstellung. | D-1-7436-0019 |      |
| Haslach (Standort) | Siedlung vor- und frühgeschichtlicher Zeitstellung. | D-1-7436-0020 |      |
| Haslach (Standort) | Siedlung der Linearbandkeramik. | D-1-7436-0021 |      |
| Haslach (Standort) | Untertägige spätmittelalterliche und frühneuzeitliche Befunde im Bereich der Katholischen Filialkirche St. Johann Baptist in Haslach und ihres Vorgängerbaus. | D-1-7436-0095 |      |

### Bodendenkmäler im Ortsteil Hemhausen
| Lage                 | Objekt | Akten-Nr.     | Bild |
| -------------------- | --- | ------------- | ---- |
| Hemhausen (Standort) | Untertägige mittelalterliche und frühneuzeitliche Befunde im Bereich der Katholischen Pfarr- und Wallfahrtskirche Mariä Geburt in Abens und ihres Vorgängerbaus. | D-1-7436-0086 |      |
| Hemhausen (Standort) | Untertägige mittelalterliche und frühneuzeitliche Befunde im Bereich der Katholischen Filialkirche St. Nikolaus in Piedendorf.                                   | D-1-7436-0111 |      |

### Bodendenkmäler im Ortsteil Hirnkirchen
| Lage                   | Objekt | Akten-Nr.     | Bild |
| ---------------------- | --- | ------------- | ---- |
| Hirnkirchen (Standort) | Siedlung vor- und frühgeschichtlicher Zeitstellung.                                                                                   | D-1-7436-0029 |      |
| Hirnkirchen (Standort) | Untertägige mittelalterliche und frühneuzeitliche Befunde im Bereich der Katholischen Filialkirche St. Peter und Paul in Hirnkirchen. | D-1-7436-0099 |      |

### Bodendenkmäler im Ortsteil Osseltshausen
| Lage                     | Objekt | Akten-Nr.     | Bild |
| ------------------------ | --- | ------------- | ---- |
| Osseltshausen (Standort) | Untertägige spätmittelalterliche und frühneuzeitliche Befunde im Bereich der Katholischen Filialkirche Mariä Himmelfahrt in Osseltshausen. | D-1-7436-0107 |      |

### Bodendenkmäler im Ortsteil Osterwaal
| Lage                 | Objekt | Akten-Nr.     | Bild |
| -------------------- | --- | ------------- | ---- |
| Osterwaal (Standort) | Grabhügel vorgeschichtlicher Zeitstellung.                                                                                       | D-1-7436-0035 |      |
| Osterwaal (Standort) | Untertägige mittelalterliche und frühneuzeitliche Befunde im Bereich der Katholischen Pfarrkirche St. Bartholomäus in Osterwaal. | D-1-7436-0109 |      |

### Bodendenkmäler im Ortsteil Reichertshausen
| Lage                       | Objekt | Akten-Nr.     | Bild |
| -------------------------- | --- | ------------- | ---- |
| Reichertshausen (Standort) | Siedlung des Neolithikums. | D-1-7436-0023 |      |
| Reichertshausen (Standort) | Verebneter Niederungsburgstall des hohen oder späten Mittelalters.                                                                                        | D-1-7436-0027 |      |
| Reichertshausen (Standort) | Verbeneter Grabhügel vorgeschichtlicher Zeitstellung. | D-1-7436-0083 |      |
| Reichertshausen (Standort) | Untertägige mittelalterliche und frühneuzeitliche Befunde im Bereich der Katholischen Pfarrkirche St. Stephan in Reichertshausen und ihres Vorgängerbaus. | D-1-7436-0113 |      |

### Bodendenkmäler im Ortsteil Rudertshausen
| Lage                     | Objekt | Akten-Nr.     | Bild |
| ------------------------ | --- | ------------- | ---- |
| Rudertshausen (Standort) | Siedlung vor- und frühgeschichtlicher Zeitstellung.                                                               | D-1-7436-0033 |      |
| Rudertshausen (Standort) | Untertägige frühneuzeitliche Befunde im Bereich der Katholischen Filialkirche St. Johannes d.T. in Rudertshausen. | D-1-7436-0115 |      |

### Bodendenkmäler im Ortsteil Sillertshausen
| Lage                      | Objekt                                     | Akten-Nr.     | Bild |
| ------------------------- | ------------------------------------------ | ------------- | ---- |
| Sillertshausen (Standort) | Grabhügel vorgeschichtlicher Zeitstellung. | D-1-7436-0176 |      |